# Ixodes minor
Ixodes minor är en fästingart som beskrevs av Neumann 1902. Ixodes minor ingår i släktet Ixodes och familjen hårda fästingar. Inga underarter finns listade i Catalogue of Life.